# Bernt Malion
Bernt Malion, né le 15 août 1957 à Stockholm, en Suède, est un ancien joueur suédois de basket-ball. Il évolue durant sa carrière au poste de pivot.